# 島崎雪子
島崎 雪子（しまざき ゆきこ、1931年2月25日 - 2014年）は、日本の元女優、シャンソン歌手。本名：土屋 とし子（つちや としこ）。元夫は映画監督の神代辰巳。東京都出身。大田原高等女学校（現・栃木県立大田原女子高等学校）卒業。

## 経歴

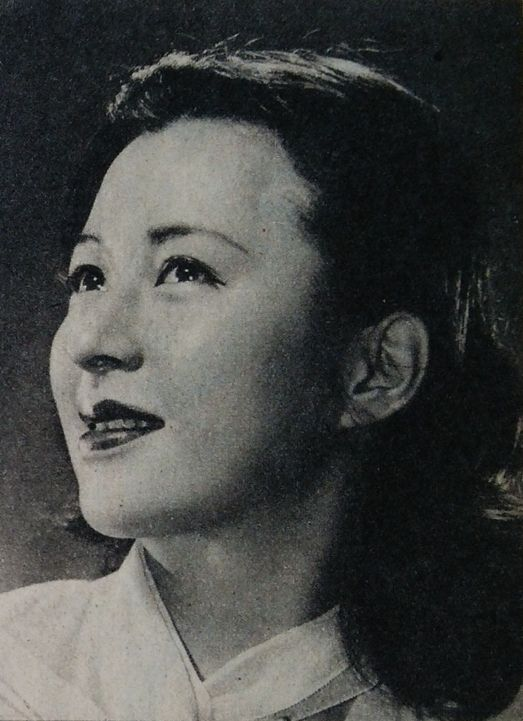
『アサヒグラフ』 1952年8月27日号

終戦後、バーの女給などをしながら役者を志し、中央演劇学校で学び、1949年俳優座養成所の2期生になった。1950年に新東宝映画のフレッシュガールに応募。藤本真澄の目に適い『山のかなたに』でデビューした。芸名は、石坂洋次郎が『青い山脈』のヒロインの名から採ったもの。二作目の『夜の緋牡丹』の製作では、主役の座をめぐり脚本の八田尚之に直談判後、一時行方不明となった。結果的に主役の座を争っていた女優が降板したため、『夜の緋牡丹』では主役を得ている。
1951年東宝に入社。映画『めし』『若い人』『七人の侍』などに出演し活躍。東映や日活、新東宝の映画にも多数出演している。
1955年に当時は日活の助監督であった神代辰巳と結婚。
1959年からはシャンソン歌手としても活動を始め、同年の「第10回NHK紅白歌合戦」に歌手として初出場した（詳細は下記参照）。この回の紅組の初出場は他にザ・ピーナッツらがいる。
1963年、銀座にシャンソニエ「エポック」を開店し、後に高級クラブへと形態を変えながらも約20余年経営する。1967年に神代辰巳と離婚（後年、別の男性と再婚）したのを機に芸能界から退いた。
1981年、舞台『プラトーノフ』で紀伊國屋ホールに出演し、芸能界へ一時復帰を果たした。
2014年死去。

## 主な出演

### 映画
- 山のかなたに（1950年、新東宝）
- 夜の緋牡丹（1950年、新東宝）
- 若い娘たち（1951年、東宝）
- 麗春花（1951年、新東宝）
- 青い真珠（1951年、東宝）
- めし（1951年、東宝）
- ラッキーさん（1952年、東宝）
- 金の卵（1952年、東宝）
- 若い人（1952年、東宝）
- 激流（1952年、東宝）

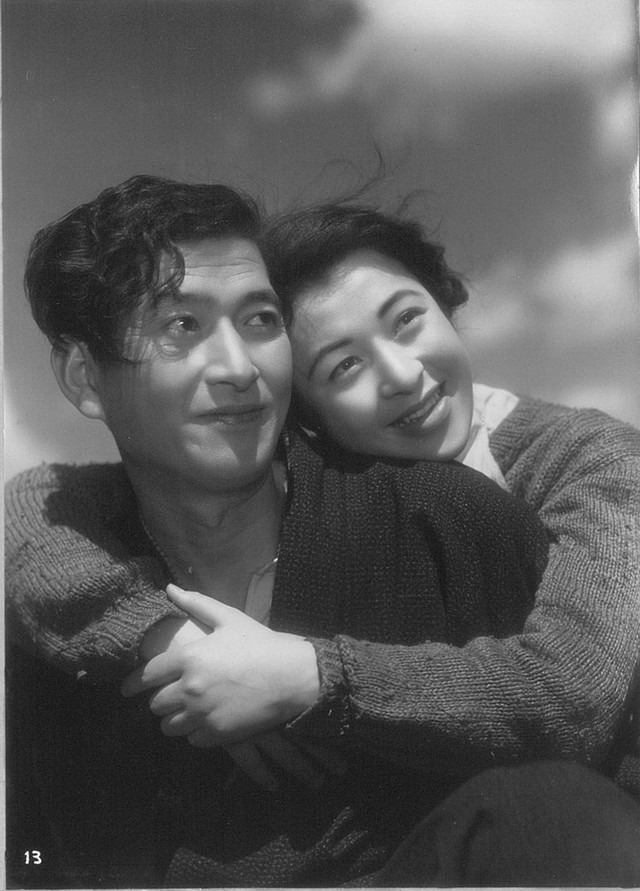
『もぐら横丁』（1953年）

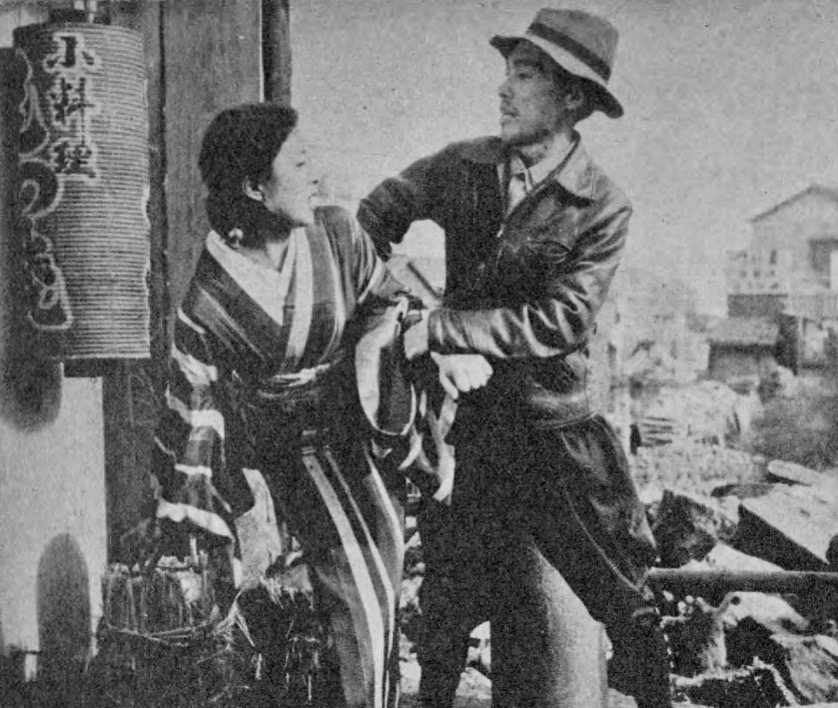
『人生劇場 第二部 残侠風雲篇』（1953年）

- 人生劇場 第一部 青春愛欲篇（1952年、東映）
- 人生劇場 第二部 残侠風雲篇（1953年、東映）
- もぐら横丁（1953年、新東宝）
- 日の果て（1954年、松竹）
- 七人の侍　Seven Samurai　（1954年、東宝） - 黒澤明監督。ヴェネツィア国際映画祭サン・マルコ銀獅子賞受賞作品。
- かくて夢あり（1954年、日活）
- 八州侠客伝 白鷺三味線（1955年、松竹）
- しいのみ学園（1955年、新東宝）
- 俺は藤吉郎（1955年、大映）
- 皇太子の花嫁（1955年、新東宝）
- 君は花の如く（1956年、松竹）
- みな殺しの歌より 拳銃よさらば!（1960年、東宝）
- がんばれ! 盤嶽 (1960年)
- 暗黒街の弾痕（1961年、東宝）
- 顔役暁に死す（1961年、東宝）
- 若い仲間たち うちら祇園の舞妓はん（1963年、東宝）

### テレビドラマ
- 転落の詩集（1959年、NET）
- しかもバスは走って行く（1959年、NHK）
- 愛する（1960年、NET）
- 四ツ葉のクローバー（1960年、NET）
- 諜報（1960年、CX）
- 東芝日曜劇場・妹のまん中（1960年、KR）
- 暗闇の丑松（1960年、NET）
- オリーブ地帯（1961年、NTV）
- それからの武蔵（1964年、MBS）
- 風船（1964年、KTV）
- 船場（1967年、KTV）

### 舞台
- コマ爆笑ミュージカル（1960年10月、新宿コマ劇場）
  - 秋のパレード　
  - マゲモノ・ミュージカル　灰神楽道中 － 雪絵
- 西郷輝彦特別公演「心をこめてあなたに」「俺は挑戦する」
- プラトーノフ

## NHK紅白歌合戦出場歴（歌手として）
| 1959年（昭和34年）/第10回 | バンビーノ | 山田真二 |
| - 第10回はラジオ中継による音声と歌唱している様子を撮影した写真が現存する。 - この第10回紅白は2009年4月29日放送のNHK-FM『今日は一日“戦後歌謡”三昧』の中で、島崎の歌を含め全編の音声が再放送された（音声はモノラル）。 - 『バンビーノ』はフランスの歌手のダリダが歌った同曲（Bambino (Dalida song)）の日本語カヴァー。 |            |          |